# Der Flug der Lindberghs
Auf Anregung von Kurt Weill entwickelten Paul Hindemith, Elisabeth Hauptmann und Bertolt Brecht für das Festival Deutsche Kammermusik Baden-Baden das Lehrstück Der Lindberghflug. Brechts Text beschreibt den Flug über den Atlantik aus mehreren Blickwinkeln. Dabei wechseln verschiedene Stimmen: Die amerikanischen Zeitungen, die Stadt New York, der Nebel, der Schneesturm, Europa und andere. Zentrales Thema des Stücks ist die Konfrontation des Menschen mit der Natur. Durch die Entwicklung von Wirtschaft und Technik wird der Kampf gegen Unwissenheit und Ausbeutung möglich, was gleichzeitig auch religiöse Ideen überflüssig macht. Einige Teile des dabei noch nicht ganz vollendeten Textes erschienen im April 1929 in der Berliner Zeitschrift Uhu (unter dem vorläufigen Titel Lindbergh).
Das erste Lehrstück war von Anfang an für mediale Wirksamkeit konzipiert. Die erste Alleinüberquerung des Atlantiks von New York nach Paris durch Charles Lindbergh am 20. Mai 1927 war ein Medienereignis ersten Ranges. Brechts Text schildert den Flug Lindberghs nüchtern und detailliert. Brecht konnte dabei auf Lindberghs autobiographische Schilderung We, die 1927 erschienen war, und auf zahlreiche Zeitungsberichte zurückgreifen.

## Erstaufführungen
Am 27. Juli 1929 wurde das Stück im Radio in einem Rahmen übertragen, der technische Möglichkeiten und Grenzen von Musikübertragung demonstrierte. Gleichzeitig wurde das Stück per Lautsprecher in mehreren Sälen zu Gehör gebracht. Am nächsten Tag setzte Brecht eine zweite, konzertante Aufführung durch, die er zur Demonstration seiner Vorstellung von Hörerbeteiligung umfunktionierte. Die Bühne wurde geteilt und simuliert, dass der Sänger des Lindbergh zu Hause zur Musik des Orchesters aus dem Radio sang. Vor und während der Aufführung erläuterte Brecht sein Konzept. Er formulierte das pädagogische Ziel, zahlreiche Hörer, etwa in den Schulen, auf diese Weise an den Aufführungen zu beteiligen, um sie zu erziehen. Das Stück wurde direkt nach dem Festival noch einmal aufgezeichnet und von fast allen deutschen Sendern gesendet. Ausführende waren – entgegen der späteren Laienorientierung der Lehrstücke – professionelle Musiker und Rundfunksprecher.
Von der ersten Fassung komponierte Weill die Nummern 1–4, 6b, 12 und 13, Hindemith die Nummern 6a, 8, 11, 14 und 16; die Nummern 7, 10 und 15 bestehen aus Dialogen, die möglicherweise mit Klangeffekten unterlegt waren.

## Versionen
Später entstanden verschiedene Fassungen. Im Herbst 1929 komponierte Kurt Weill Musik für das gesamte Stück. Diese Version wurde am 5. Dezember 1929 in der Staatsoper Berlin unter Leitung von Otto Klemperer uraufgeführt. Spätere Textveränderungen wurden teilweise nicht vertont. Die letzte Fassung konzipierte Brecht 1949/50 unter dem Titel Der Ozeanflug. Wegen Lindberghs Sympathien für den Nationalsozialismus wurde sein Name aus Titel und Stück getilgt.

## Inhalt der Textfassung aus BrechtsVersuchen
Im Juni 1930 veröffentlichte Brecht das Stück unter dem Titel Der Flug der Lindberghs. Ein Radiolehrstück für Knaben und Mädchen im ersten Band der Reihe Versuche. Diese gegenüber der Uraufführung  veränderte Fassung besteht jetzt aus 17 Abschnitten. Alle Rollen außer der des Fliegers erhalten den Hinweis „Radio“. Damit verband Brecht die Vorstellung, dass alle Rollen durch das Radio übertragen werden könnten und der Zuhörer zu Hause die Rolle des Fliegers übernehmen könnte. Neu ist der umfangreiche achte Abschnitt unter dem Titel „Ideologie“, der mit anderen kleineren Änderungen die Ereignisse gesellschaftskritisch interpretiert.

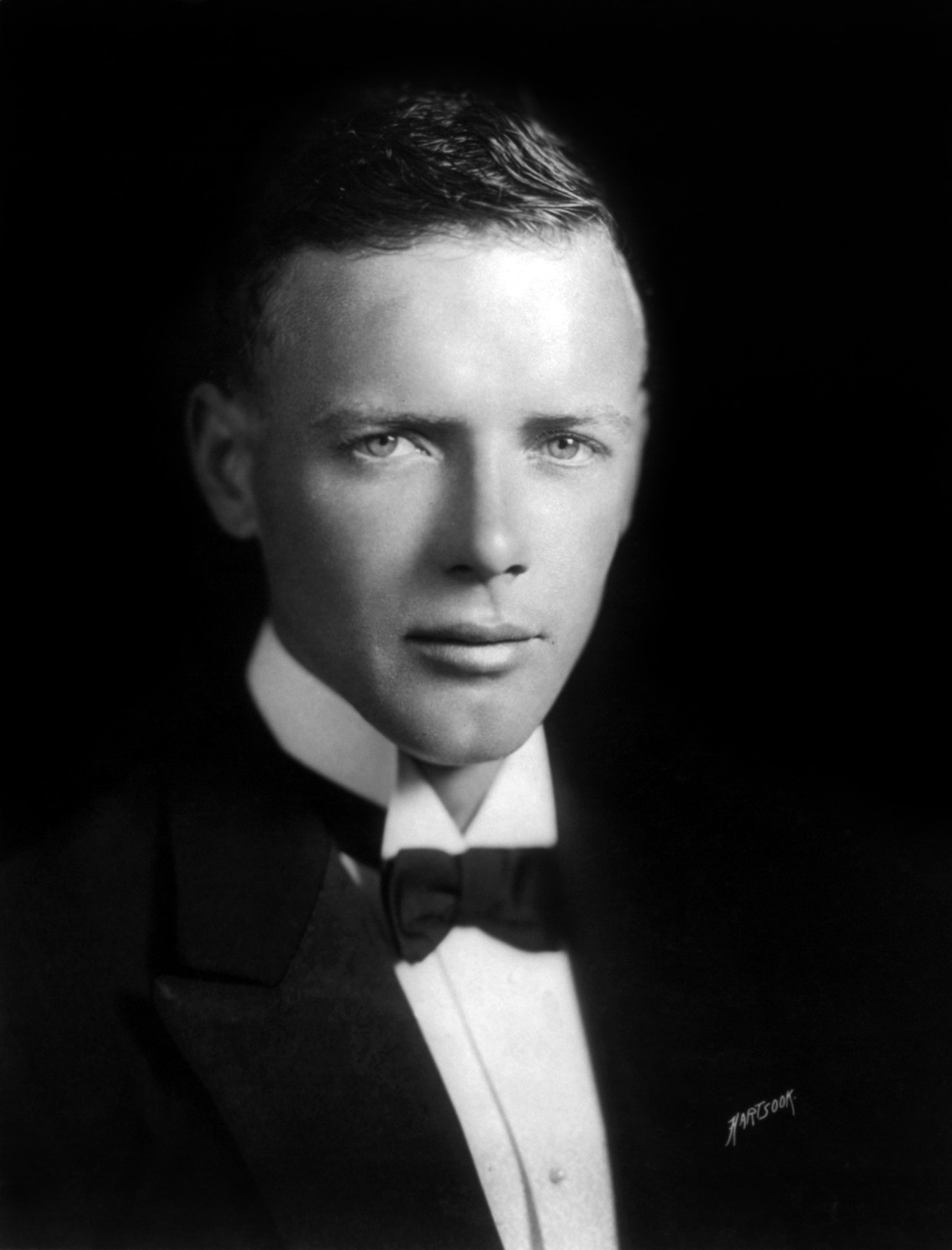
Charles Lindbergh 1927

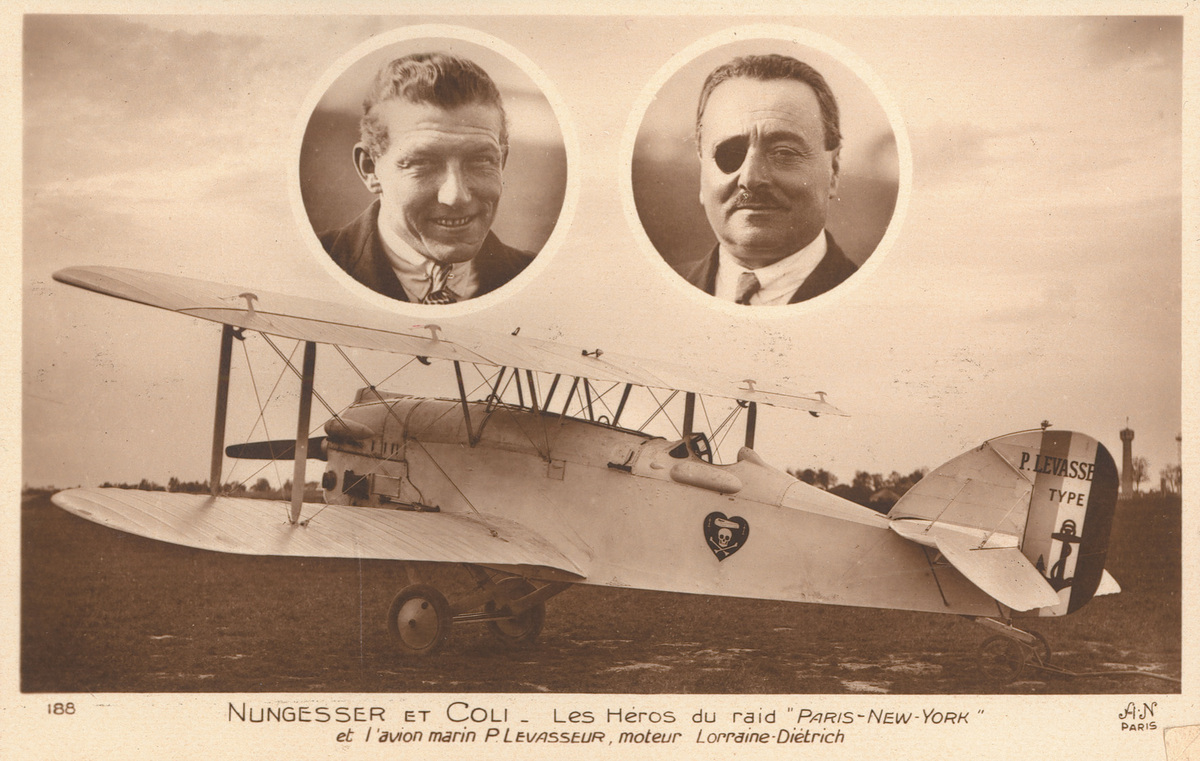
Charles Nungesser (links) und François Coli mit dem Doppeldecker L’Oiseau Blanc

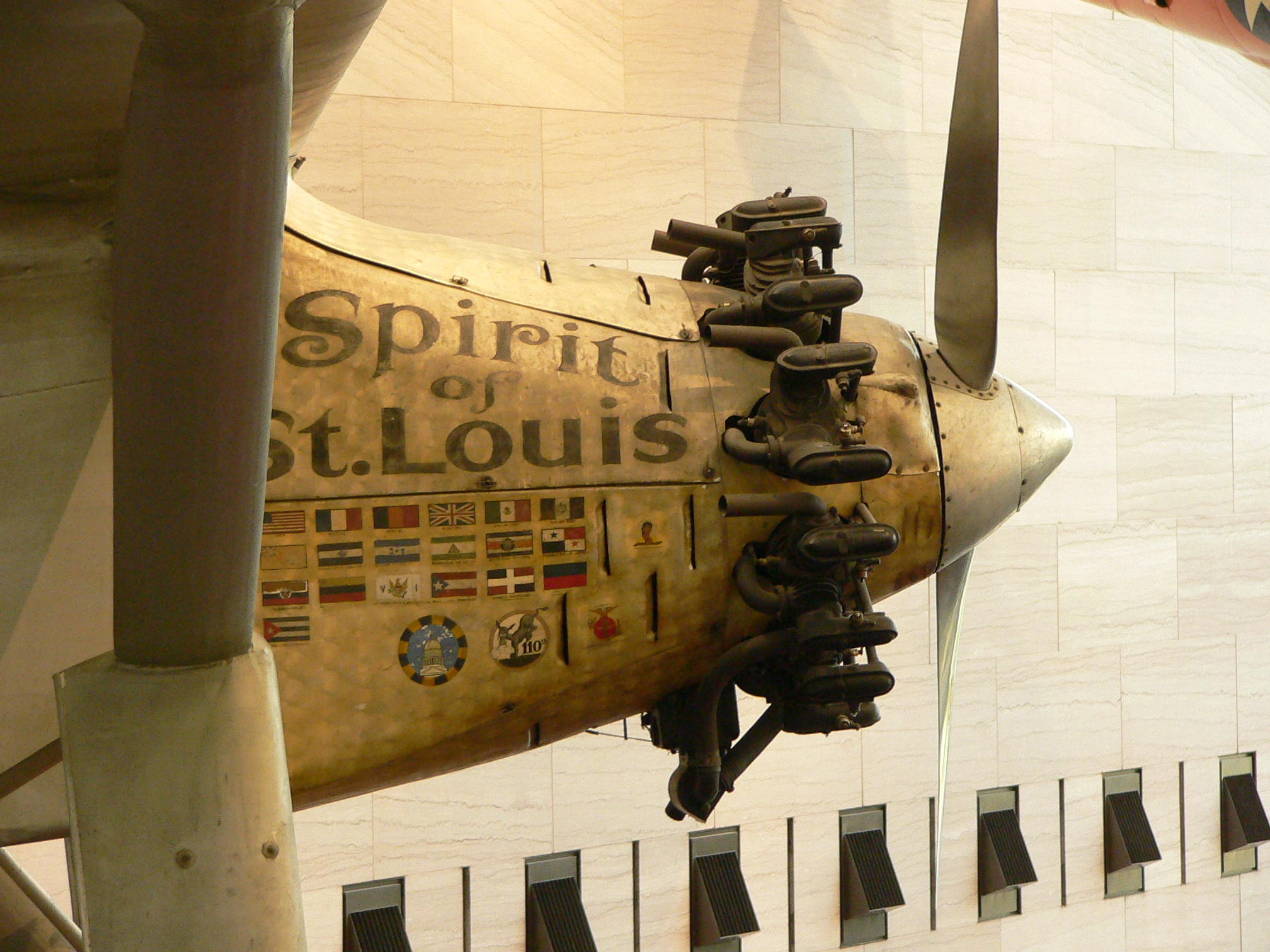
Der Motor der Spirit of St. Louis

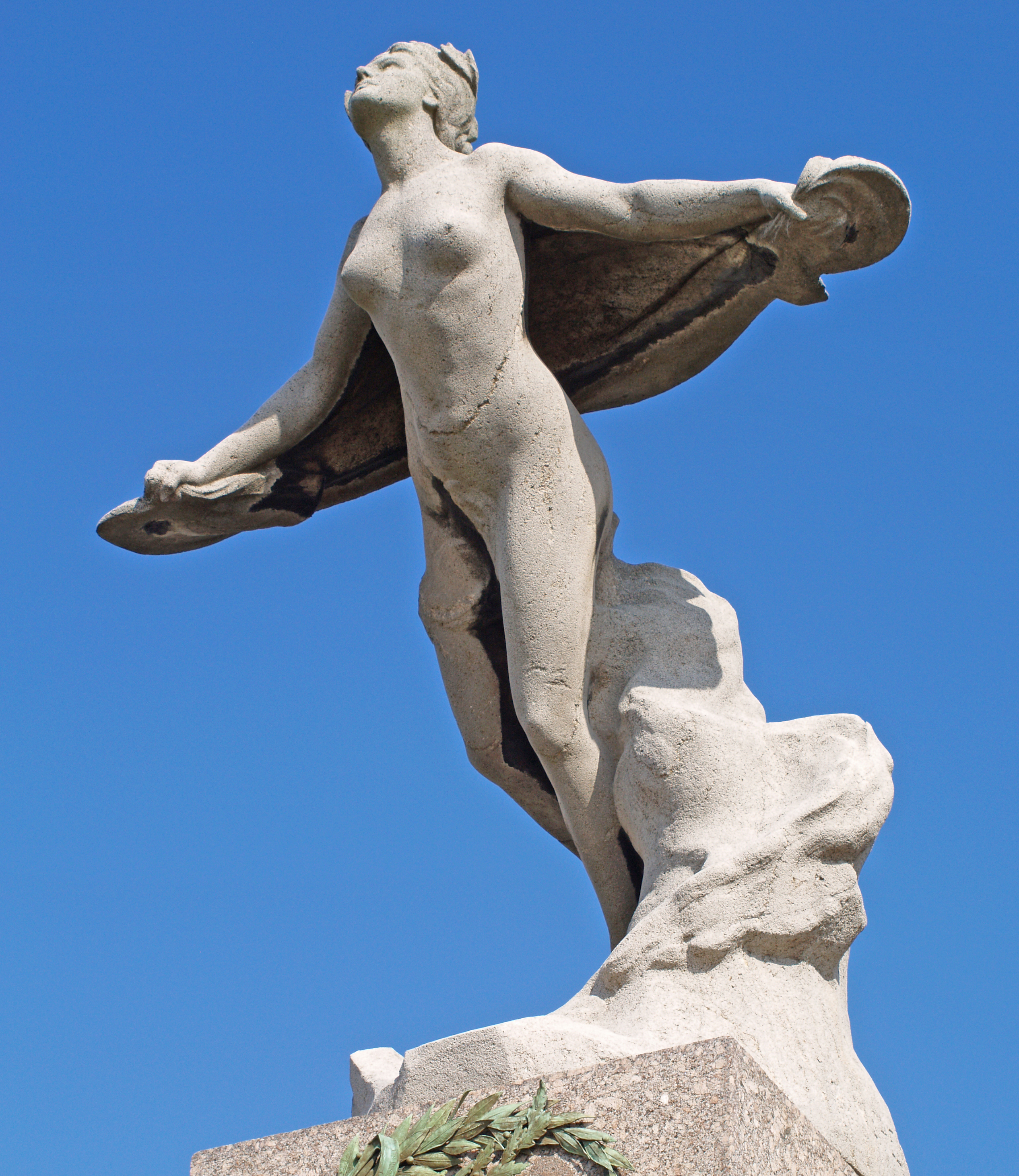
Statue zur Ehre von Charles Lindbergh, Charles Nungesserund Francois Coli am Eingang vom Flughafen Le Bourget

1. „Aufforderung an jedermann“
Das Radio wendet sich im Auftrag des „Gemeinwesens“ an die Ausführenden und an den Darsteller Lindberghs mit der Bitte zu beginnen.
2. „Die amerikanischen Zeitungen rühmen den Leichtsinn der Lindberghs“
„Amerika (Radio)“ fragt skeptisch, ob Lindbergh ein „Narr“ sei, den Flug mit dieser Ausrüstung zu wagen.
3. „Vorstellung des Fliegers Charles Lindbergh und sein Aufbruch in New York zu seinem Flug nach Europa“
Im Plural „Die Lindberghs“ stellt der Sprecher des Fliegers sich, sein Flugzeug und seine Ausrüstung vor. Trotz der Vorhersage schlechten Wetters entschließt er sich zum Start.
4. „Die Stadt New York befragt die Schiffe“
Über Funk erhält „die Stadt New York (Radio)“ Nachricht von dem Schiff „Empress of Scotland“, dass Lindbergh sie wahrscheinlich überflogen hat.
5. „Fast während seines ganzen Fluges hat der Flieger mit Nebel zu kämpfen“
Es beginnt die Darstellung der Kämpfe des Menschen gegen die personifizierten, uralten Mächte[13] der äußeren Natur: Nebel, Schneesturm, Wasser. Der Flieger kann ihnen widerstehen, weil er nicht allein ist. Hinter ihm steht die anonyme, kollektive Macht menschlicher Arbeit.
„Sieben Männer haben meinen Apparat gebaut in San Diego
Oftmals 24 Stunden ohne Pause
Aus ein paar Metern Stahlrohr.
Was sie gemacht haben, das muß mir reichen
Sie haben gearbeitet, ich
Arbeite weiter, ich bin nicht allein, wir sind
Acht, die hier fliegen.“[14]
6. „In der Nacht kam ein Schneesturm“
Der personifizierte Schneesturm wundert sich über das Überleben des schwachen Fliegers, der in seiner Angst zweifelt und an das gescheiterte Projekt seiner Vorgänger Charles Nungesser und François Coli denkt.
7. „Schlaf“
Das siebte Stück schildert den Kampf gegen die innere Natur, hier den personifizierten Schlaf. Auch hier hilft dem Flieger der Gedanke an die unermüdliche Arbeit der „Kameraden“[15] vom Flugzeugbau.
8. „Ideologie“
Das neue achte Stück bewertet die Vorgänge mit der Stimme „Der Lindberghs“ aus der Sicht eines marxistischen Fortschrittsglaubens. „Eine neue Zeit“ sei angebrochen, „das große gefürchtete Meer / Sei ein kleines Wasser.“[15] Der Kampf gegen die Natur erscheint als „Schlacht gegen das Primitive“, als Kampf um die „Verbesserung des Planeten“.[16] Der wirkliche Fortschritt erwächst dabei nicht aus neuen Ideen des Subjekts, sondern aus der „dialektischen Ökonomie“, aus dem Kampf gegen innerer und äußere Natur.
„Also kämpfe ich gegen die Natur und
Gegen mich selber.
Was immer ich bin und welche Dummheiten ich glaube
Wenn ich fliege, bin ich
Ein wirklicher Atheist.“[16]Aus Klassengesellschaft, Ausbeutung und Unwissenheit entsteht die Ideologie, im Text gefasst als Glaube an Gott. „Revolution“ in Gesellschaft und Technik „liquidiert“ diesen Glauben.[17] Das Stück endet mit einem Appell der Lindberghs:
„Darum beteiligt euch
An der Bekämpfung des Primitiven
An der Liquidierung des Jenseits und
Der Verscheuchung jedweden Gottes, wo
immer er auftaucht.“[17]
9. „Wasser“
Wasser und Wind bedrohen den Flieger, der in Gefahr gerät.
10. „Während des ganzen Fluges sprachen alle amerikanischen Zeitungen unaufhörlich von Lindberghs Glück“
Bei allen Problemen glauben die Amerikaner an Lindberghs Glück.
11. „Die Gedanken des Glückliche“
„Die Lindberghs“ sprechen sich selber Mut zu.
12. „So fliegt er, schrieben die französischen Zeitungen, über sich die Stürme, um sich das Meer und unter sich den Schatten Nungessers“
Während „Amerika“ glaubt, „daß der Glückliche ankommt“,[18] ist „Europa“ skeptisch: Aufgrund der vielen Gefahren „glauben wir, / Wir werden ihn nicht sehen.“[19]
13. „Lindberghs Gespräch mit seinem Motor“
Im Wechselspiel mit Motorgeräuschen sprechen die Lindberghs mit dem Motor.
14. „Endlich unweit Schottlands sichtet Lindbergh Fischer“
Das Zwiegespräch der Fischer, die das Flugzeug sehen, zeigt noch einmal die Skepsis Europas. Selbst der eigenen Wahrnehmung traut der ungläubige Fischer nicht:
„Wozu da schauen, wo es
Doch niemals sein kann.“[20]
15. „Auf dem Flugplatz Le Bourget bei Paris erwartet in der Nacht des 21. Mai 1927, abends 10 Uhr, eine Riesenmenge den amerikanischen Flieger“
„Er ist angekommen.“[21]
16. „Ankunft des Fliegers Charles Lindbergh auf dem Flugplatz Le Bourget bei Paris“
Lindbergh lässt sich „in einen dunklen Schuppen“ tragen, um „seine natürliche Schwäche“ zu verbergen, erinnert dabei als erstes daran, seine „Kameraden in den Ryanwerken“ zu informieren, „daß ihre Arbeit gut war“.[21]
17. „Bericht über das Unerreichbare“
Das „Radio“ und „Die Lindberghs“ besingen den Triumph des Fliegens, erinnern aber an das noch nicht Erreichte:
„Gegen Ende des 3. Jahrtausends[22] unserer Zeitrechnung
erhob sich unsere
Stählerne Einfalt
Aufzeigend das Mögliche
Ohne uns vergessend zu machen: das
Unerreichbare.
Diesem ist unser Bericht gewidmet.“[23]In einer Fußnote zum Badener Lehrstück vom Einverständnis merkte Brecht zum „Unerreichbaren“ an: „Dies ist auszubessern in: das noch nicht Erreichte.“[24]

## Entstehung und Vertonungen
Hindemith hatte bereits Erfahrungen mit Musik, die die Zuschauer nicht einfach unterhalten, sondern beteiligen sollte, etwas mit der Kantate Frau Musica, zu der Hindemith im Vorwort schrieb:

„Diese Musik ist weder für den Konzertsaal noch für den Künstler geschrieben. Sie will Leuten, die zu ihrem eigenen Vergnügen singen und musizieren oder in einem kleinen Kreis Gleichgesinnter vormusizieren wollen, interessanter und neuzeitlicher Übungsstoff sein. […] Den Eingangs- und Schlusschor mögen die gesamten Anwesenden, denen man vor Beginn der Aufführung mit Hilfe der auf einer Wandtafel geschriebenen Noten die betreffenden Stellen einstudiert hat, mitsingen.“

### Konflikt zwischen Hindemith und Brecht
Die Diskussionen von Hindemith und Brecht um das Stück sind zum Teil in Notizen Brechts festgehalten. Brecht und Weill hatten mit Paul Hindemith eine Zusammenarbeit vereinbart. Hindemith schrieb etwa die Hälfte der Musik zur Uraufführung in Baden-Baden, Weill die andere Hälfte. Noch 1929 entschied sich Weill dafür, wie ursprünglich geplant, den gesamten Text selbst zu vertonen. Neben weitgehender Übernahme seines Materials aus der Baden-Badener Fassung vertonte er nun auch die Teile, die früher Hindemith zugefallen waren, neu. 1930 beurteilte Brecht seine Zusammenarbeit mit Hindemith als Missverständnis. Eine Neufassung des Werks, die Hindemith nicht mehr vertont hat, heißt Der Flug der Lindberghs (Radiolehrstück für Knaben und Mädchen) und ist als Verdeutlichung von Brechts Absicht zu verstehen, das Radio zu einem pädagogischen Instrument umzugestalten.

### Zusammenarbeit mit Kurt Weill
Auch Kurt Weill brachte einige Erfahrungen in das Projekt ein, nicht nur aus der Zusammenarbeit mit Brecht, sondern auch aus seiner langen Tätigkeit im Medienbereich. Zwischen 1925 und 1929 verfasste er zahlreiche Beiträge für die Zeitschrift Der deutsche Rundfunk in Form von Rezensionen und theoretischen Artikeln. Weill setzte sich intensiv mit Brechts Ideen zum epischen Theater auseinander und entwickelte Möglichkeiten, zentrale Begriffe Brechts musikalisch umzusetzen. Als Grundlage der neuen Theatermusik bezeichnet er im März 1929 die „rhythmische Fixierung des Textes“. Nicht Genuss soll die „gestische Musik“ dem Komponisten und den Zuhörern verschaffen, sondern durch die musikalische Interpretation des Wortes den denkenden Zuhörer ansprechen.

„Dieses Theater will zeigen, was der Mensch tut. Es interessiert sich für Stoffe nur bis zu dem Punkt, wo sie den Rahmen oder den Vorwand menschlicher Beziehungen geben.“

Weill will mit Brecht eine Musik schaffen, die „das Musikbedürfnis breiterer Bevölkerungsschichten“ anspricht, „ohne ihre künstlerische Substanz aufzugeben“.

„Die erste Frage für uns lautet: ist das, was wir machen, für eine Allgemeinheit nützlich? Eine zweite Frage erst ist es, ob das, was wir machen, Kunst ist; denn das entscheidet nur die Qualität unserer Arbeit.“

Die ersten 4 Musikstücke für das Lindberghstück komponierte Kurt Weill im Februar und im März 1929.

## Noten
- Paul Hindemith (Komposition); Rudolf Stephan (Hrsg.), Giselher Schubert (Editionsleitung): Partitur und Kritischer Bericht, Gesamtausgabe Serie I: Bühnenwerke – Band 6, Schott Music, 276 Seiten, ISMN 979-0-001-12113-2 (Suche im DNB-Portal)

## Textausgaben
- Bertolt Brecht: Lindbergh. In: Uhu. Das Monatsmagazin. Ullstein-Verlag Berlin, 5 (1928/29, Heft 7, S. 10–16, April 1929 (9 Teile mit Zwischentiteln))
- Bertolt Brecht: Der Lindberghflug. In: Südwestdeutsche Rundfunk-Zeitung, Nr. 29 vom 21. Juli 1929; zeitgleich in den Programmzeitschriften „Arbeiterfunk“ und „Die Werag“ (Ergänzung um Texte zu den Erwartungen in den USA und Europa; 12 Teile)[30]
- Bertolt Brecht: Der Lindberghflug. Text der Uraufführung. In: Programmheft des Festivals Deutsche Kammermusik Baden-Baden 1929 / 25.–28. Juli, Stadt Baden-Baden, deutscher Rundfunk (16 Teile, geringfügig erweitert)[31]
- Bertolt Brecht: Der Flug der Lindberghs. Ein Radiolehrstück für Knaben und Mädchen. In: Versuche Heft 1, Berlin (Gustav Kiepenheuer) Juni 1930
- Bertolt Brecht: Der Ozeanflug. (Ergänzung um einen Prolog; Entfernung des Namens Lindbergh wegen dessen Sympathien für den Nationalsozialismus) (1949/59)[32]

## Tonaufnahmen
- Kurt Weill (Komponist): Lindberghflug (in der späten Fassung des Ozeanflugs), Latham-König (Künstler), Krso (Künstler), Audio-CD, Capriccio (Naxos Deutschland 2000)
- Kurt Weill (Komponist): Lindberghflug. Thorofon LP, MTH 118, Karl Markus, Tenor, Uwe Freibott, Bariton, Gottfried Schwartz, Bass, Hermann Wünscht, Sprecher, Universitätschor und Akademische Orchestervereinigung Göttingen, Hermann Fuchs, Dirigent

## Lindberghs Originalbericht
- Charles A. Lindbergh: Wir zwei – Mit der Spirit of St. Louis über den Atlantik. Neue Übersetzung 2013 mit einem Vorwort von Reeve Lindbergh. MavenPress Verlag, Flensburg 2013, ISBN 978-3-941719-05-7.
- Charles A. Lindbergh: Wir zwei: Im Flugzeug über den Atlantik. Leipzig (F. A. Brockhaus) 1927, 159 Seiten
- Charles A. Lindbergh: We. G.P. Putnam’s Sons 1927[33]

## Sekundärliteratur
- Friedrich Kittler (Autor), Stephen Hinton (Autor), Tamara Lewitz (Autor), Hermann Danuser (Hrsg.), Hermann Gottschewski (Hrsg.): Amerikanismus – Americanism – Weill: Die Suche nach kultureller Identität in der Moderne. Schliengen Edition Argus 2002, ISBN 3-931264-23-8.
- Jan Knopf: Brecht-Handbuch. Theater. Metzler, Stuttgart 1986, ungekürzte Sonderausgabe, ISBN 3-476-00587-9.
- Jan Knopf: Brecht-Handbuch Bd. 1 „Stücke“. Metzler, Stuttgart 2001 (Neuausgabe).
- Klaus-Dieter Krabiel: Der Lindberghflug/Der Flug der Lindberghs/Der Ozeanflug. In: Jan Knopf: Brecht-Handbuch Bd. 1 „Stücke“. Metzler, Stuttgart 2001 (Neuausgabe)
- Klaus-Dieter Krabiel: Brechts Lehrstücke. Entstehung und Entwicklung eines Spieltyps. Stuttgart 1993, ISBN 3-476-00956-4.
- Klaus-Dieter Krabiel: Das Lehrstück. Brechts Theorie einer politisch-ästhetischen Erziehung. Frankfurt am Main 1995, ISBN 3-86099-250-3.
- Klaus-Dieter Krabiel: Kurt Weill. Rowohlt, Reinbek bei Hamburg 2000, ISBN 3-499-50453-7.
- Joachim Lucchesi, Ronald K. Shull: Musik bei Brecht. Henschel, Berlin / Suhrkamp  Frankfurt a. M. 1988, ISBN 3-518-02601-1.
- Nikolaus Müller-Schöll: Das Theater des „konstruktiven Defaitismus“. Lektüren zur Theorie eines Theaters der A-Identität bei Walter Benjamin, Bertolt Brecht und Heiner Müller. Stroemfeld, Frankfurt am Main und Basel 2002, ISBN 3-86109-159-3, S. 307–360.
- Jürgen Schebera: Theater der Zukunft? Brecht/Weills Der Jasager – Brecht/Eislers Die Maßnahme. Eine vergleichende Studie. In: Musik und Gesellschaft 34 (1984), H. 3, S. 138–145.
- Rainer Steinweg: Lehrstück und episches Theater. Brechts Theorie und die theaterpädagogische Praxis. Frankfurt am Main 1995.
- Rainer Steinweg: Das Lehrstück. Brechts Theorie einer politisch-ästhetischen Erziehung. Metzler, Stuttgart 1976, ISBN 3-476-00352-3.
- Giselher Schubert: Zwischen Fronten: Hindemith, Brecht und Benn. In: Dominik Sackmann: Hindemith-Interpretationen: Hindemith und die zwanziger Jahre. S. 117 ff.
- Giselher Schubert: Der Lindberghflug von Weill, Hindemith und Brecht: Konzeption und Funktion. In: Kittler u. a.: Amerikanismus – Americanism – Weill: Die Suche nach kultureller Identität in der Moderne. Edition Argus 2002, ISBN 3-931264-23-8, S. 258 ff.
- Kurt Weill: Musik und Theater, Gesammelte Schriften. Mit einer Auswahl von Gesprächen und Interviews. Berlin 1990, ISBN 3-362-00114-9.

## Belege
1. ↑  am 5. Dezember 1930 uraufgeführt in der Staatsoper Berlin unter Leitung von Otto Klemperer
2. ↑  Angaben nach Joachim Lucchesi; Ronald K. Shull: Musik bei Brecht. Berlin: Henschel; Frankfurt a. M.: Suhrkamp 1988, S. 460
3. ↑  Olaf Grabienski: Zeit der Experimente. Vorläufer des Radio-Features in der Weimarer Republik. (PDF) 1998, abgerufen am 18. August 2015.
4. ↑  SLUB Dresden: Uhu, 5.1928/29, H. 7, April. In: magazine.illustrierte-presse.de. Abgerufen am 18. August 2015.
5. ↑  vgl. Klaus-Dieter Krabiel: Der Lindberghflug/Der Flug der Lindberghs/Der Ozeanflug. In: Jan Knopf (Hrsg.): Brecht-Handbuch. Band 1 „Stücke“. Metzler, Stuttgart 2001, S. 216 (Neuausgabe).
6. ↑  vgl. Klaus-Dieter Krabiel: Der Lindberghflug. S. 220 ff.
7. ↑  Regie: Ernst Hardt, Dirigent: Herrman Scherchen, Sprecher: Paul Laven, der bereits den realen Lindberghflug übertragen hatte; Sänger: Josef Witt (Stadttheater Dortmund); Johannes Willy (Frankfurter Oper); Oskar Kálmán (Berliner Krolloper); Betty Mergler (Opernhaus Frankfurt); Kammerchor. Hugo Holles Madrigalvereinigung (Stuttgart) und das Frankfurter Rundfunkorchester
8. 1 2  Der Lindberghflug (1929). In: kwf.org. Abgerufen am 16. Juni 2016.
9. ↑  Angaben nach Joachim Lucchesi; Ronald K. Shull: Musik bei Brecht. S. 461.
10. ↑  vgl. etwa Hans-Thies Lehmann: Theater als Experimentierfeld. Mejerchol'd, Brecht, Artaud. S. 18.
11. ↑  Bertolt Brecht: Der Flug der Lindberghs. Ein Radiolehrstück für Knaben und Mädchen. In: Versuche. Heft 1. Gustav Kiepenheuer, Berlin Juni 1930.; auch Textgrundlage der Brecht-Gesamtausgabe GBA
12. ↑  GBA.  Band 3, S. 404.
13. ↑  „Seit 1000 Jahren nicht gesehen…“; GBA. Band 3, S. 13.
14. ↑  GBA. Band 3, S. 13.
15. 1 2  GBA. Band 3, S. 15.
16. 1 2  GBA. Band 3, S. 16.
17. 1 2  GBA. Band 3, S. 17.
18. ↑  GBA. Band 3, S. 19.
19. ↑  GBA. Band 3, S. 20.
20. ↑  GBA. Band 3, S. 22.
21. 1 2  GBA. Band 3, S. 23.
22. ↑  Fehler im Original
23. ↑  GBA. Band 3, S. 24.
24. ↑  GBA.. Band 3, S. 409.
25. ↑  op. 45 Nr. 1 (Januar 1928); Giselher Schubert: Zwischen Fronten. Hindemith, Brecht und Benn. S. 123.
26. ↑  teilweise veröffentlicht in: Reiner Steinweg: Das Lehrstück. Brechts Theorie einer politisch-ästhetischen Erziehung. Stuttgart 1972, S. 6 ff.
27. ↑  siehe etwa die Sammlung in: Kurt Weill: Musik und Theater. Gesammelte Schriften. Mit einer Auswahl von Gesprächen und Interviews. Berlin 1990, ISBN 3-362-00114-9, S. 163–289.
28. ↑  Kurt Weill: Über den gestischen Charakter der Musik. Die Musik. XXI. (1928/29), Nr. 6. Berlin März 1929, S. 4119–423. Zitiert nach: Kurt Weill: Musik und Theater. Gesammelte Schriften. S. 65.
29. ↑  Kurt Weill: Die Oper – Wohin? „Gebrauchsmusik“ und ihre Grenzen. Zitiert nach: Kurt Weill: Musik und Theater. Gesammelte Schriften. S. 68.
30. ↑  vgl. Klaus-Dieter Krabiel: Der Lindberghflug/Der Flug der Lindberghs/Der Ozeanflug. S. 216; In: Jan Knopf: Brecht-Handbuch Bd. 1 „Stücke“. Stuttgart (Metzler) 2001 (Neuausgabe), S. 219
31. ↑  vgl. Klaus-Dieter Krabiel: Der Lindberghflug/Der Flug der Lindberghs/Der Ozeanflug. S. 216; In: Jan Knopf: Brecht-Handbuch Bd. 1 „Stücke“. Stuttgart (Metzler) 2001 (Neuausgabe), S. 219. Abgedruckt auch in: Paul Hindemith: Sämtliche Werke. I/6; Teilabdruck in: Reiner Steinweg: Brechts Modell der Lehrstücke. Zeugnisse, Diskussion, Erfahrungen. Frankfurt am Main 1976, S. 35 ff.
32. ↑  GBA. Band 3, S. 401.
33. ↑  Der Einworttitel bezieht sich auf die „spirituelle Partnerschaft“, die Lindbergh während des Fluges zu seiner Maschine empfand